# Radmila Drljača
Radmila Drljača (Bosanski Novi, 21 de dezembro de 1959) é uma ex-handebolista profissional iugoslava, medalhista olímpica.
Radmila Drljača fez parte da geração medalha de prata em Moscou 1980, com 3 partidas.